# Guide gastronomique
Un guide gastronomique est un livre ou un site web, proposant une sélection critique plus ou moins exhaustive de restaurants.

## Histoire
En 1548, l'humaniste milanais Ortensio Lando publie le Commentario delle più notabili e mustruose cose d'Italia (« Commentaires sur les choses les plus notables et les plus monstrueuses d'Italie »), un guide de voyage indiquant les principales spécialités culinaires régionales de l'Italie qui peut être considéré comme le premier guide gastronomique.
L'Almanach des gourmands, publié en 1803, est considéré comme le tout premier guide gastronomique en France.

## Principaux guides
Les trois principaux guides gastronomiques en France sont (dans l'ordre de leur vente en 2013) :
- le Guide Michelin, dit Guide rouge ;
- le Guide Fooding ;
- Le Gault et Millau.

### Autres guides
- Bottin gourmand
- Guide Hubert
- Le Guide du routard (guide touristique incluant des conseils de restaurants) publié chez Hachette
- Petit Futé
- Le Petit Paumé
- Le Chti (guide de loisirs et de restaurants de la Métropole lilloise)
- Les Guides Lebey Albin Michel (Le Guide Lebey des Restaurants de Paris, Le Lebey des Bistrots, Le Lebey Paris-London)
- Le Guide Cooltchop, guide des restaurants africains
- Le Guide des Relais routiers
- Pudlo, journaliste, critique gastronomique, Michel Lafon
- Guide Mignot First
- Parigramme
- Guide Champérard
- Maîtres Restaurateurs
- Tables et Auberges de France
- Tripadvisor
- Wikitravel
- Wikivoyage